# San Andrés (Guatemala)
San Andrés è un comune del Guatemala facente parte del dipartimento di Petén.